# 南大塚 (豐島區)
南大塚（日语：／ Minami-ōtsuka */?）是東京都豐島區的町名。現行行政地名為南大塚一丁目至南大塚三丁目。

## 地理
位於豐島區東南部。北鄰北大塚、巢鴨、文京區千石，南接文京區大塚，西通東池袋。JR山手線大塚站南口為商業區，奇葩為住宅區。

## 歷史
此地屬舊北豐島郡巢鴨村，在豐島區成立後至1969年4月1日實施住居表示前屬「巢鴨5～7丁目、西巢鴨2丁目」，因此町內有許多名為「巢鴨」的設施。

### 地名由來
「南大塚」與「北大塚」皆來自於山手線「大塚」站，其站名是取自相鄰的文京區「大塚」。

## 交通

### 鐵路
- 大塚站
  - JR山手線 - 內回（上野、東京、品川方向），外回（池袋、新宿、澀谷方向）
- 大塚站前停留所、向原停留所
  - 都電荒川線 - 往早稻田、往三之輪橋
- 新大塚站
  - 東京地下鐵丸之內線 - 往池袋行、往新宿行、往方南町、往荻窪

### 巴士
都營巴士
- 大塚站前停留所
  - 都02系統 - 往錦糸町站前
  - 上60系統 - 往大塚站前，往池袋站東口
- 新大塚停留所
  - 都02系統 - 往大塚站前停留所、錦糸町站前
  - 上60系統 - 往大塚站前，往池袋站東口
- 向原停留所、巢鴨小學校前停留所、南大塚一丁目停留所
  - 上60系統 - 往池袋站東口，往上野公園

### 道路
- 春日通（國道254號）
- 東京都道436號小石川西巢鴨線（宮仲公園通（舊名「癌研通」））
- 南大塚通（連接大塚站與新大塚站的道路）
- 空蟬橋通（連接宮仲公園通與春日通的道路）

## 設施

### 南大塚一丁目
- 豐島區立巢鴨小學校
- 若草保育園
- 豐島南大塚郵便局
- 東福寺
- 巢鴨教會

### 南大塚二丁目
- 豐島區立南大塚會廳
- 南大塚地域文化創造館
- 東京都第四建設事務所
- 豐島區東部保健福祉中心
- 東京都立大塚醫院（日语：東京都立大塚病院）
- 三菱東京UFJ銀行大塚支店
- 里索那銀行池袋支店大塚出張所
- 巢鴨信用金庫（日语：巣鴨信用金庫）大塚支店
- 大塚城市飯店（大塚シティホテル）
- LIFE（日语：ライフコーポレーション）新大塚店
- 遠砂寺
- 大孝寺

### 南大塚三丁目
- 豐島區立西巢鴨中學校
- 朝日信用金庫（日语：朝日信用金庫）大塚支店
- BELLCLASSIC飯店東京（日语：ベルクラシック）
- 島田屋（日语：シマダヤ）大塚店
- 羅多倫咖啡大塚站前店
- 天祖神社
- 大塚清真寺

## 備註
1. ↑  住民基本台帳による年齢別人口（平成26年7月1日現在）[永久]

## 外部連結
- 豐島區官方網站（页面存档备份，存于）
- 東京都豐島區町會聯合會
- 南大塚網路 （页面存档备份，存于）